# 国家债券
國債，即国家债券，也称國庫債券、国库券、主權債券、国债券，是一个国家的中央政府或联邦政府发行的公共债券。

## 历史
历史上第一个发行国债券的国家是英格兰王国，1693年，为筹集对法兰西王国作战的军费，英格兰银行发行了国债券。后来其他国家也发行国债券来支付军费或其他政府开支。

## 分类
按偿还期限分类，国债券可分为短期国债券、中期国债券、长期国债券。
按资金用途分类，国债券可以分为赤字国债券、建设国债券、战争国债券、特种国债券。
按流通与否分类，国债券可分为流通国债券、非流通国债券。
按发行本位分类，国债券可分为实物国债券、货币国债券。

## 部分国家的国债券发行情况

### 中华人民共和国
中华人民共和国政府在20世纪50年代发行过“人民胜利折实公债”，在1954年－1958年发行过“国家经济建设公债”，另外还从1954年起发行过“建设国债”。20世纪60年代，中华人民共和国政府停止了国债券的发行。1981年，中华人民共和国政府恢复了国债券的发行。

### 中華民國
中华民國在成立初期就发行过国债券并且品种繁杂，种类有：有奖公债券、整理公债券、金库券、军需库券、国防要塞公债券等。

### 美国
美国的国库券是美国财政部通过公债局发行的，分为短期国库券（Treasury Bills）、中期国库券（Treasury Note）、长期国库券（Treasury Bonds）、通涨保值债券（Treasury Inflation Protected Securities），还有数种不可转让证券。

### 英国
英格兰王国在1693年开始发行国债券时，由于当时的国债券带有金黄色边，因此被称为“金边债券”（gilt-edged security），至今英国的国债券仍然被称为“金边债券”。
英国的国债券目前由英国债务管理局来管理。